# Żmijków
Żmijków – wieś w Polsce, położona w województwie mazowieckim, w powiecie radomskim, w gminie Przytyk.
Wieś wchodzi w skład sołectwa Krzyszkowice.
Do 2024 r. miejscowość była przysiółkiem wsi Krzyszkowice. W latach 1975–1998 przysiółek administracyjnie należał do województwa radomskiego.
Wierni Kościoła rzymskokatolickiego należą do parafii Wniebowzięcia Najświętszej Maryi Panny w Jarosławicach.